# Černvír
Černvír är en ort i Tjeckien.   Den ligger i distriktet Okres Brno-Venkov och regionen Södra Mähren, i den östra delen av landet, 160 km sydost om huvudstaden Prag. Černvír ligger 320 meter över havet och antalet invånare är 165.
Terrängen runt Černvír är kuperad österut, men västerut är den platt. Černvír ligger nere i en dal. Runt Černvír är det ganska tätbefolkat, med 93 invånare per kvadratkilometer. Närmaste större samhälle är Bystřice nad Pernštejnem, 10,6 km nordväst om Černvír. I omgivningarna runt Černvír växer i huvudsak blandskog.